# Pavle Šubic
Pavle Šubic, slovenski podobar, * 22. januar 1861, Poljane nad Škofjo Loko, † 3. december 1929, Škofja Loka.

 Bil je četrti sin Štefana Šubica. Podobarstva se je učil pri očetu, slikarstva pri bratih Janezu in Juriju, s katerima je tudi sodeloval pri večjih slikarskih delih. Samostojno je delal večidel na Hrvaškem. V Poljanski dolini je več njegovih vaških znamenj.
 Umrl je 3. decembra 1929 kot oslepeli invalid v ubožnici v Škofji Loki.